# Avatar: The Last Airbender - The Burning Earth
Avatar: The Last Airbender - The Burning Earth (conosciuto come Avatar: The Legend of Aang - The Burning Earth in Europa) è un videogioco del 2007 per Wii, Nintendo DS, Game Boy Advance, PlayStation 2 e Xbox 360 basato sulla serie animata Avatar - La leggenda di Aang. È stato uno degli ultimi giochi pubblicati per Game Boy Advance in Nord America e in Europa. È il sequel del gioco del 2006 Avatar: The Last Airbender. Il gioco ha avuto un sequel, Avatar: The Last Airbender - Into the Inferno, nel 2008.
Il gioco è noto per il suo facile punteggio Xbox 360 1000G Achievement, che può essere rapidamente sbloccato in meno di cinque minuti.

## Sequel
Un sequel, chiamato Avatar: The Last Airbender - Into the Inferno, è stato pubblicato per Wii in ottobre e per DS nel novembre 2008. Proprio come i primi due, Avatar: The Last Airbender e Avatar: The Last Airbender - The Burning Earth sono basati sulla serie televisiva animata omonima, rispettivamente sulle stagioni uno e due, mentre Into the Inferno è basato sulla terza stagione.